# Gwak Dong-han
Gwak Dong-han (em coreano:  곽동한; 20 de abril de 1992) é um judoca sul-coreano da categoria até 90 quilos.
Foi campeão mundial em Astana 2015.
Nos Jogos Olímpicos de 2016 conquistou a medalha de bronze ao vencer o sueco Marcus Nyman.